# Filippa av Hainaut
Filippa av Hainaut, född 24 juni 1314, död 15 augusti 1369, var en engelsk drottning, gift med kung Edvard III av England. Hon fungerade som ställföreträdande regent i England 1346-47, under kungens frånvaro i Frankrike. 

## Biografi
Filippa föddes i Valenciennes i Flandern, numera Frankrike. Hon var dotter till greve Vilhelm III av Hainaut och Jeanne de Valois och dotterdotter till Filip III av Frankrike. Omkring 1322 beslöt Edvard II av England att sluta en äktenskapsallians mellan Flandern och England, och Filippa valdes ut bland sina systrar som lämplig efter att ett sändebud hade sänts dit för att rapportera om deras utseende. Enligt rapporten om hennes utseende hade hon brun hy, nästan svart hår och mörka ögon och ansågs se ganska bra ut, även om hennes tänder var något utstående. Sommaren 1326 anlände både hennes blivande svärmor, Isabella av Frankrike, och hennes blivande make till Flandern för att söka hennes fars hjälp för att avsätta Edvard II. I avtalet beslöts slutgiltigt att äktenskapt skulle ske i utbyte mot hennes fars stöd för statskuppen, som ägde rum året därpå. 

### Drottning
Filippa anlände till England i december 1327. Hon gifte sig med Edvard i York Minster i 24 januari 1328, nio månader efter hans trontillträde. Landets verkliga makthavare var dock hennes svärmor Isabella av Frankrike och hennes älskare Mortimer, och Filippa och hennes make bosatte sig på Woodstock Palace i Oxfordshire. Till skillnad från många av sina företrädare, fjärmade hon inte sig från det engelska folket genom att behålla sina utländska tjänare vid äktenskapet eller genom att ta in en stor andel utlänningar till det engelska hovet. Eftersom hennes svärmor inte ville avstå från sin position som första dam, blev Filippas kröning uppskjuten. Hon kröntes slutligen i Westminster Abbey 4 mars 1330, då hon var sex månader gravid med sitt första barn. Edvard III tog slutligen själv makten i en statskupp i oktober 1330, och hennes svärmor förvisades då från hovet.  
Filippa följde med Edvard på hans resor till Skottland 1333 och till Flandern 1338-40, där hon uppskattades för sin vänlighet och medkänsla. När kungen år 1346 lämnade England med tronarvingen för ett militärt ingripande i Frankrike, utnämndes Filippa till Englands ställföreträdande regent i hans frånvaro, biträdd av earlen av Kent. Under hennes regentskap invaderades England av Skottland. Hon förde då den engelska armén upp till Newcastle där hon uppmuntrade soldaterna till häst inför slaget, som slutade med en engelsk seger och tillfångatagande av Skottlands kung. Hon lämnade strax därefter England för att göra kungen sällskap vid belägringen av Calais. 
Den handling som främst förknippas med Filippa var då hon efter staden Calais fall år 1347 medlade med sin make och övertalade honom att skona Borgarna i Calais' liv, vilka han planerat att avrätta som avskräckande exempel för stadsborna där. Hon föll då på knä för honom offentligt och bad honom att för den kärlek han kände för henne skona livet på Calais' sex talesmän, som han tänkt avrätta, och han hade då svarat henne, att han önskat att hon hade befunnit sig var som helst annars än där, och att hon hade frågat honom på ett sätt som gjorde att han inte kunde neka henne. 
Filippa visade intresse för kultur: hon beskyddade krönikören Jean Froissart och ägde flera illuminerade manuskript. Hon hade också ett visst politiskt inflytande, då hon influerade Edvard att visa intresse för att expandera handeln, särskilt gällande kolgruvorna och ullindustrin. Relationen mellan Filippa och Edvard anses ha varit lycklig, även om Edvard under den senare delen av deras äktenskap var otrogen med Alice Perrers. Filippa blev med åren allt fetare, något som påverkade hennes hälsa. Filippa dog av ödem i Windsor Castle, och begravdes i Westminster Abbey.

### Eftermäle och minnesmärken
Filippas kaplan, Robert de Eglesfield (1295-1349), lät 1341 till hennes ära grunda The Queen's College vid Oxfords universitet, och hon är alltså den drottning som åsyftas med namnet. Drottning Filippa låg själv bakom den donation år 1343 av ett hospital med tillhörande marker i Southampton som senare kom att bli en viktig bas för collegets välstånd under 1800-talet och 1900-talet, till följd av stigande markpriser i den växande hamnstaden.

## Barn
Filippa och Edvard fick tretton barn, däribland fem söner som nådde vuxen ålder och vars osämja så småningom skulle leda till det långa inbördeskrig känt som Rosornas krig. 
1. Edvard, den svarte prinsen (1330-1376), hertig av Cornwall, prins av Wales.
2. Isabella Plantagenet (1332-1382), g.m Enguerrand VII de Coucy, earl av Bedford
3. William (16 februari 1335-8 juli 1335), begraven i katedralen av York.
4. Joan Plantagenet (1335-1348), dog av pest i Bordeaux, på väg att gifta sig med Peter I av Kastilien
5. Lionel av Antwerpen (1338-1368), hertig av Clarence
6. Johan av Gent (1340-1399), hertig av Lancaster.
7. Edmund av Langley (1341-1402), hertig av York.
8. Blanche Plantagenet (1342)
9. Mary Plantagenet (1344-1362), g.m Johan V av Bretagne
10. Margaret Plantagenet (1346-1361), g.m John Hastings, earl of Pembroke
11. Thomas (1347).
12. William av Windsor (24 juni 1348-5 september 1348).
13. Thomas av Woodstock (1355-1397), hertig av Gloucester.

## Anfäder
|                    |  |  |  |  |  |  |  |                        |  |  |  |  |  |  |  |                      |  |  |  |  |  |  |  | Johan I av Hainaut     |
|                    |  |  |  |  |  |  |  |                        |  |  |  |  |  |  |  |                      |  |  |  |  |  |  |  |                        |
|                    |  |  |  |  |  |  |  |                        |  |  |  |  |  |  |  | Johan II av Holland  |  |  |  |  |  |  |  |                        |
|                    |  |  |  |  |  |  |  |                        |  |  |  |  |  |  |  |                      |  |  |  |  |  |  |  |                        |
|                    |  |  |  |  |  |  |  |                        |  |  |  |  |  |  |  |                      |  |  |  |  |  |  |  | Adelheid av Holland    |
|                    |  |  |  |  |  |  |  |                        |  |  |  |  |  |  |  |                      |  |  |  |  |  |  |  |                        |
|                    |  |  |  |  |  |  |  | Vilhelm III av Holland |  |  |  |  |  |  |  |                      |  |  |  |  |  |  |  |                        |
|                    |  |  |  |  |  |  |  |                        |  |  |  |  |  |  |  |                      |  |  |  |  |  |  |  |                        |
|                    |  |  |  |  |  |  |  |                        |  |  |  |  |  |  |  |                      |  |  |  |  |  |  |  | Henrik V av Luxemburg  |
|                    |  |  |  |  |  |  |  |                        |  |  |  |  |  |  |  |                      |  |  |  |  |  |  |  |                        |
|                    |  |  |  |  |  |  |  |                        |  |  |  |  |  |  |  | Filippa av Luxemburg |  |  |  |  |  |  |  |                        |
|                    |  |  |  |  |  |  |  |                        |  |  |  |  |  |  |  |                      |  |  |  |  |  |  |  |                        |
|                    |  |  |  |  |  |  |  |                        |  |  |  |  |  |  |  |                      |  |  |  |  |  |  |  | Margareta av Bar       |
|                    |  |  |  |  |  |  |  |                        |  |  |  |  |  |  |  |                      |  |  |  |  |  |  |  |                        |
| Filippa av Hainaut |  |  |  |  |  |  |  |                        |  |  |  |  |  |  |  |                      |  |  |  |  |  |  |  |                        |
|                    |  |  |  |  |  |  |  |                        |  |  |  |  |  |  |  |                      |  |  |  |  |  |  |  | Filip III av Frankrike |
|                    |  |  |  |  |  |  |  |                        |  |  |  |  |  |  |  |                      |  |  |  |  |  |  |  |                        |
|                    |  |  |  |  |  |  |  |                        |  |  |  |  |  |  |  | Karl av Valois       |  |  |  |  |  |  |  |                        |
|                    |  |  |  |  |  |  |  |                        |  |  |  |  |  |  |  |                      |  |  |  |  |  |  |  |                        |
|                    |  |  |  |  |  |  |  |                        |  |  |  |  |  |  |  |                      |  |  |  |  |  |  |  | Isabella av Aragonien  |
|                    |  |  |  |  |  |  |  |                        |  |  |  |  |  |  |  |                      |  |  |  |  |  |  |  |                        |
|                    |  |  |  |  |  |  |  | Johanna av Valois      |  |  |  |  |  |  |  |                      |  |  |  |  |  |  |  |                        |
|                    |  |  |  |  |  |  |  |                        |  |  |  |  |  |  |  |                      |  |  |  |  |  |  |  |                        |
|                    |  |  |  |  |  |  |  |                        |  |  |  |  |  |  |  |                      |  |  |  |  |  |  |  | Karl II av Neapel      |
|                    |  |  |  |  |  |  |  |                        |  |  |  |  |  |  |  |                      |  |  |  |  |  |  |  |                        |
|                    |  |  |  |  |  |  |  |                        |  |  |  |  |  |  |  | Margareta I av Anjou |  |  |  |  |  |  |  |                        |
|                    |  |  |  |  |  |  |  |                        |  |  |  |  |  |  |  |                      |  |  |  |  |  |  |  |                        |
|                    |  |  |  |  |  |  |  |                        |  |  |  |  |  |  |  |                      |  |  |  |  |  |  |  | Maria av Ungern        |
|                    |  |  |  |  |  |  |  |                        |  |  |  |  |  |  |  |                      |  |  |  |  |  |  |  |                        |